# Episodi di Defiance (terza stagione)
La terza e ultima stagione della serie televisiva Defiance è stata trasmessa dal canale statunitense Syfy a partire dal 12 giugno 2015. Mentre in Italia dal 13 aprile al 25 maggio 2016 su AXN-Sci-Fi.
| nº | Titolo originale                                  | Titolo italiano                                      | Prima TV USA   | Prima TV Italia |
| -- | ------------------------------------------------- | ---------------------------------------------------- | -------------- | --------------- |
| 1  | The World We Seize                                | Il mondo di cui ci impadroniamo                      | 12 giugno 2015 | 13 aprile 2016  |
| 2  | The Last Unicorns                                 | Gli ultimi unicorni                                  | 12 giugno 2015 | 13 aprile 2016  |
| 3  | The Broken Bough                                  | Il ramo spezzato                                     | 19 giugno 2015 | 20 aprile 2016  |
| 4  | Dead Air                                          | Aria viziata                                         | 26 giugno 2015 | 20 aprile 2016  |
| 5  | History Rhymes                                    | La storia fa le rime                                 | 3 luglio 2015  | 27 aprile 2016  |
| 6  | Where the Apples Fell                             | Dove caddero le mele                                 | 10 luglio 2015 | 27 aprile 2016  |
| 7  | The Beauty of Our Weapons                         | La bellezza delle nostre armi                        | 17 luglio 2015 | 4 maggio 2016   |
| 8  | My Name Is Datak Tarr and I Have Come to Kill You | Il mio nome è Datak Tarr e sono venuto per ucciderti | 24 luglio 2015 | 4 maggio 2016   |
| 9  | Ostinato in White                                 | Ostinato in bianco                                   | 31 luglio 2015 | 11 maggio 2016  |
| 10 | When Twilight Dims the Sky Above                  | Quando il crepuscolo offusca il cielo                | 7 agosto 2015  | 11 maggio 2016  |
| 11 | Of a Demon in My View                             | Demone in vista                                      | 14 agosto 2015 | 18 maggio 2016  |
| 12 | The Awakening                                     | Il risveglio                                         | 21 agosto 2015 | 18 maggio 2016  |
| 13 | Upon the March We Fittest Die                     | Noi, i Migliori, Durante la marcia, Moriremo         | 28 agosto 2015 | 25 maggio 2016  |

## Il mondo di cui ci impadroniamo & Gli ultimi unicorni
- Titolo originale: The World We Seize & The Last Unicorns
- Diretto da: Michael Nankin
- Scritto da: Kevin Murphy

### Trama
Sono passati 7 mesi. Un'Arca votan raggiunge la Terra e i due alieni, di razza sconosciuta, che la guidano discendono sul pianeta e si recano nelle miniere di Defiance alla ricerca della gulanite, minerale prezioso usato per creare energia. Allontanatasi la Repubblica Terrestre, Amanda è nuovamente il sindaco di Defiance e, visto il crollo delle miniere e la conseguente mancanza di gulanite, è costretta a limitare l'uso di energia. I due alieni, aperto un passaggio nelle miniere, liberano Nolan e Irisa dalla capsula di ibernazione e li trasportano fino all'uscita. Rafe, Datak e Stahma rintracciano Pilar, Quentin, Christie e Alak in una casa sperduta nei boschi; Insieme agli sposini, tenuti legati per evitarne la fuga, c'è anche il piccolo Luke, il neonato partorito da Christie; Mentre li raggiungono, vengono però intercettati dal Collettivo Votan e da Rahm Takk, detto "La Bestia", e i casthitani fingono di aver catturato l'umano per evitare di venire uccisi. Nolan e Irisa raggiungono Defiance, anche se la ragazza ha paura della reazione della popolazione; ad avventarsi subito sull'iraethiana è l'ora sceriffo Berlin, fermata da Nolan. Il convoglio di Rahm scorge la casa di Pilar e Quentin e si reca sul posto per fare altre vittime; Quentin li accoglie immolandosi come l'assassino dell'ambasciatrice Tennety ma viene ucciso senza pietà dalla Bestia sotto gli occhi di Rafe. Nolan, Irisa e Amanda, si recano nelle miniere per recuperare della gulanite per riattivare le barriere difensive di Defiance, ora bersaglio del Collettivo Votan; Il gruppo viene aggredito dalla ragazza aliena ma viene ferita a morte da Amanda. Rafe, riuscito a liberarsi, uccide un paio di alieni del Collettivo Votan prima di venire colpito a morte davanti alla figlia Christie, che si è preoccupata di nascondere il figlioletto Luke; Rahm, minacciando Datak, obbliga inoltre Stahma a uccidere Christie e la casthitana, distrutta, obbedisce all'ordine per salvare il nipotino. Pilar e Alak, fuori casa durante il massacro, rientrano per recuperare il pargolo; Rafe muore proprio dopo essere riuscito a vedere il nipotino. La dottoressa Meh, chiamata per curare il votan sconosciuto dalla pelle viola, ne rimane terrorizzata ma viene comunque obbligata a medicarla; Kindzi, l'aliena sconosciuta, è una votan di razza Omec ovvero la più anziana, violenta e malvista, in quanto predatrice delle altre razze. Amanda, informatasi in biblioteca sulla razza omec, scopre che tale razza si credeva estinta in quanto erano anni che non se ne vedeva un esemplare vivo. Alak, fuggito con Luke e Pilar, rimane scioccato della freddezza della donna, capace di uccidere senza problemi, comprese delle persone disposte ad aiutarli; La donna confessa inoltre al ragazzo di aver tentato di uccidere i tre figli quando erano piccoli. T'evgin, l'altro omec, si reca in città alla ricerca della figlia e Amanda, con l'aiuto di Nolan, cerca di accordarsi con il votan per effettuare uno scambio della ragazza con della gulanite; L'intenzione dei due votan è rifornirsi di gulanite per poi tornare nello spazio alla ricerca di altri loro simili. Kindzi, riuscita a fuggire, uccide il figlio del bibliotecario e viene colpita dalla folla e salvata da Nolan un attimo prima di essere uccisa. Irisa è famosa in città e su di lei è stato scritto anche un libro. Alak, abbandonato da Pilar e Luke, viene preso in ostaggio dal Collettivo Votan; Rahm, intuendo una mossa avventata di Datak e Stahma, li obbliga a diventare sue spie a Defiance minacciando l'incolumità del loro figlio. La dottoressa Meh è costretta da Amanda a sacrificare parte della sua pelle per curare le ferite di Kindzi; Per ricompensare il gruppo dell'aiuto con la figlia, T'evgin accetta di dividere con loro la gulanite che verrà prelevata dalle miniere. Nolan, per salvare gli omec, si vede costretto a uccidere il bibliotecario, in collera e in cerca di vendetta per la morte del figlio per mano di Kindzi; Irisa sembra ora invece incapace di fare del male a chiunque. Si festeggia a Defiance per il ritorno dell'energia. L'Arca di T'evginc è in realtà piena di omec, ibernati nelle capsule e in attesa di energia per essere risvegliati.

## Il ramo spezzato
- Titolo originale: The Broken Bough
- Diretto da: Larry Shaw
- Scritto da: Todd Slavkin e Darren Swimmer

### Trama
Datak e Stahma riescono a tornare a Defiance e riferiscono al resto del gruppo dell'accampamento del Collettivo Votan poco fuori dalla città; I due riferiscono inoltre della morte di Rafe, Christie e Quentin, oltre allo smarrimento di Alak e di Luke. Nolan e Irisa si recano al campo indicatogli dai Tarr ma, durante il tragitto, si imbattono in Pilar e Luke; Nolan, non conoscendo visivamente la donna, riesce a rivelarne la vera identità e Irisa le sottrae il piccolo. Datak, sotto ordine di Rahm, riesce a manomettere tutte le armi contenute nell'armeria di Defiance. Stahma cerca di legare con T'evginc. Nolan e Irisa, che ha insistito a portare Luke con loro, raggiungono l'accampamento del Collettivo Votan e, mentre stanno per distruggere le loro armi d'assedio, Pilar aggredisce Nolan, facendo saltare il piano, il quale si vede costretto a sparare alla donna per difendersi. Amanda comunica a Datak di dimenticare tutto quanto accaduto con Kenya se solo la famiglia Tarr giurerà di essere fedele a Defiance e ai suoi abitanti; Il casthitano non esita e si guadagna la fiducia di Amanda. Irisa, catturata da Rahm, riesce a fuggire con l'aiuto del padre ma ha un'esitazione nel momento di uccidere la Bestia, decidendo solo di stordirla; I due, prima di fuggire, riescono a distruggere anche le armi d'assedio del Collettivo Votan. Tornati a Defiance, Irisa consegna Luke alla famiglia Tarr, ma Nolan le comunica che inizia a dubitare del suo aiuto in battaglia. Rahm, segnato dal duro colpo ricevuto da Nolan, ordina a Datak e Stahma di distruggere l'arco di Defiance.

## Aria viziata
- Titolo originale: Dead Air
- Diretto da: Larry Shaw
- Scritto da: Gregory Weidman e Geoff Tock

### Trama
Una bomba fa esplodere l'arco di Defiance e, subito dopo, un ologramma di Rahm si palesa in città giurando di risparmiare chiunque si arrenda al Collettivo Votan. Nolan e Amanda si recano fuori città in un bunker segreto della Repubblica Terrestre che dovrebbe essere rifornito di armi. Rahm viene informato che a Defiance sono presenti degli Omec e ne ordina immediatamente l'eliminazione a Datak e Stahma. Nolan e Amanda raggiungono il bunker e scoprono che è abitato da Pottinger e quattro biomacchine a proteggerlo; L'uomo si rivela immediatamente collaboratore e non esita a promettere tutto ciò contenuto nel bunker ad Amanda. Irisa, lasciata a Defiance da Nolan, e Berlin indagano sull'attentato all'arco e scoprono che l'esplosione è stata causata da una bomba. Pottinger, con una scusa, allontana Nolan da Amanda e lo fa rinchiudere mentre tenta di convincere la donna a rimanere per sempre nel bunker con lui; Amanda non cede alle richieste di Pottinger ed, anzi, scopre una stanza segreta nel bunker. Nolan, imprigionato con Samir, apprende da questi che Pottinger è collegato a una bomba nel bunker che esploderà se il suo cuore dovesse fermarsi. Amanda scopre un aspetto nascosto del carattere di Pottinger, ovvero che l'uomo, quando si innamora di qualcuno, ne diventa irresistibilmente ossessionato; La stanza segreta di Pottinger è infatti piena di pezzi della vita di Amanda, dalle videoregistrazioni della sua camera da letto, a sculture che la rappresentano fino passamontagna dell'uomo che abusò di lei anni prima. Nolan e Irisa hanno continui dolori alla testa, causati dalla ferita procuratisi all'interno della capsula di ibernazione dell'Arca Kaziri. Stahma cerca di avvelenare T'evginc durante un rapporto sessuale. Amanda, sconvolta nello scoprire che probabilmente il suo aguzzino fu proprio Pottinger, svuota il caricatore della pistola sull'uomo, uccidendolo. Nolan e Samir, riusciti a fuggire dalla cella in cui erano imprigionati, riescono a raggiungere Amanda e fuggire dal bunker proprio qualche secondo prima che esso venga disintegrato. T'evginc, ormai immune al veleno casthitano, chiede spiegazioni a Stahma; La donna gli rivela la verità su Alak e sugli ordini ricevuti dal Collettivo Votan. Nolan e Irisa crollano in preda ai dolori alla testa; L'uomo viene soccorso da Samir mentre la ragazza viene abbandonata da Berlin, ancora in collera con lei per la morte di Tommy.

## La storia fa le rime
- Titolo originale: History Rhymes
- Diretto da: Felix Alcala
- Scritto da: Anupam Nigam

### Trama
Nolan e Amanda, in coma, si reincontrano in un sogno in cui i loro ricordi passati si intrecciano; Nolan, che ai tempi della guerra odiava i votan, prese Irisa sotto la sua ala perché gli pareva spaventata e le insegnò a uccidere. Irisa viene recuperata da Berlin, dove la stessa aveva l'aveva abbandonata. La dottoressa Meh deve operare Nolan e Irisa contemporaneamente per rimuovere l'impianto creato dalla capsula di ibernazione dai cervelli dei due, che non possono allontanarsi troppo l'uno dall'altra; Il gruppo si reca quindi dagli omec, per sfruttare le loro tecnologie. Alak riesce a fuggire dalla prigionia del Collettivo Votan. Stahma cerca di convincere T'evginc a eliminare Rahm ma l'omec rifiuta; Datak decide quindi di ucciderlo direttamente. Nel loro sogno fatto di ricordi, Nolan e Irisa rivivono la prima volta che la ragazza ha dovuto uccidere un altro votan e come, non amando combattere e temendo Nolan, tentò di uccidere l'uomo nel sonno. Durante l'utilizzo delle attrezzature omec, Kindzi riesce a copiare il DNA della dottoressa Meh al fine di poter creare degli altri indogeni; T'evginc, timoroso della reazione della città di Defiance, le ordina di distruggerlo. Nolan e Irisa, ripresisi dall'intervento, si confrontano e l'ireathiana ritiene sia meglio allontanarsi da Defiance per non essere d'intralcio durante l'imminente guerra con il Collettivo Votan; La dottoressa Meh, però, riferisce ai due che, non essendo riuscita a rimuovere completamente l'impianto dell'Arca nei loro cervelli, non dovranno allontanarsi troppo tra di loro. Alak, tornato a casa, minaccia la madre Stahma per aver ucciso Christie.

## Dove caddero le mele
- Titolo originale: Where the Apples Fell
- Diretto da: Felix Alcala
- Scritto da: Paula Yoo

### Trama
Datak ferma Alak prima che ferisca Stahma; Nolan, giunto a casa Tarr su chiamata di Andina, apprende da Alak che i genitori sono delle spie del Collettivo Votan ma non riesce ad arrestarli in quanto i due scappano prontamente. Volubela, l'iraethiana moglie di Rahm, giunge all'accampamento; La donna riferisce al marito che il Consiglio del Collettivo Votan lo sta per bandire come traditore, in quanto l'uomo segue degli obiettivi tutti suoi. Nolan e Alak, recatisi da T'evginc per chiedere aiuto contro i Tarr e il Collettivo Votan, apprendono solo che i due omec sono bloccati sulla Terra in quanto la loro nave è ormai senza energia; L'omec rivela inoltre di come si intratteneva con Stahma, ma Kindzi non prende bene la notizia. Datak viene aiutato dalla dottoressa Meh a trovare un modo per lasciare Defiance ma viene intercettato e arrestato da Nolan, Alak e Berlin; Il casthitano rivela allo sceriffo di non c'entrare nulla con il Collettivo Votan ma di esserne stato una spia al solo scopo di salvare Alak. Stahma, ormai senza via di fuga con Datak, cerca di prendere in ostaggio Amanda; Le donne lottano e ad avere la meglio è la casthitana, rimasta seriamente ferita, ma che decide di risparmiare il sindaco. In preda a una lotta interiore, Rahm uccide la moglie Volubela; La Bestia, mentendo, confida al gruppo che la donna era in realtà un sicario degli umani e ne istiga la ferocia sulla città di Defiance. Stahma, ferita, chiede aiuto a T'evginc.

## La bellezza delle nostre armi
- Titolo originale: The Beauty of Our Weapons
- Diretto da: Mairzee Almas
- Scritto da: Manuel Figueroa e Jordan Heimer

### Trama
Datak viene processato dal consiglio di Defiance e condannato a morte. Conrad Von Bach, l'uomo che ha venduto le armi a Rahm, viene chiamato in città da Berlin, sua ex ragazza, al fine di vendere armi anche a Defiance. Il Collettivo Votan inizia la sua marcia su Defiance, scavando un tunnel sotto la città; Alcuni indogeni vengono inoltre alterati al fine di avere sembianze umane. Kindzi minaccia Stahma, ma viene fermata da T'evginc poco prima di ucciderla. Berlin e Conrad scoprono che la loro relazione era stata interrotta, con un tranello, dalla madre di lui, all'insaputa di entrambi. Nolan, con le armi regalate da Conrad, forma una piccola milizia e inizia ad allenarla; Alcuni votan però, non vedendo Irisa presente, disertano. Datak, imprigionato e prossimo all'esecuzione, si vede negata da Alak la richiesta di vedere il nipotino Luke; Datak chiede inoltre al figlio di convincere Amanda a concedergli un'esecuzione casthitana, così da espiare le sue colpe come vuole la tradizione del suo popolo. Nolan, non senza difficoltà, riesce a convincere Irisa ad allenarsi con la milizia. Berlin comunica ad Amanda la decisione di lasciare Defiance con Conrad prima dell'inizio della guerra; Il sindaco, così come gli altri membri del gruppo, non prende bene la decisione. Irisa, durante un allenamento con la milizia, ha una crisi ripensando a Tommy e viene vista debole dai combattenti; Nolan riesce però a convincerli a lottare per Defiance e che, quando ce ne sarà bisogno, anche l'iraethiana darà il suo contributo alla causa. Amanda concede a Datak la morte che preferisce, anche se questa sarà, secondo tradizione, più lunga e dolorosa di quella che gli avrebbe concesso la donna. Berlin, avendo anche assistito al discorso di Nolan, non ha ripensamenti e parte con Conrad. Datak viene condotto in città per la sua esecuzione pubblica; Alak, durante la tortura, mostra al padre il piccolo Luke. Il Collettivo Votan raggiunge Defiance attraverso il tunnel sotterraneo. Stahma, obbligata da Kindzi a ingoiare una strana pietra, si risveglia all'interno di un Arca in orbita sopra la Terra.

## Il mio nome è Datak Tarr e sono venuto per ucciderti
- Titolo originale: My Name Is Datak Tarr and I Have Come to Kill You
- Diretto da: Mairzee Almas
- Scritto da: Kevin Murphy

### Trama
La tortura di Datak prosegue. Alcuni membri sotto copertura del Collettivo Votan raggiungono Defiance e, dopo aver proposto ad Amanda la resa, che ovviamente viene rifiutata, giustiziano alcuni civili e iniziano a seminare il caos per le strade; In loro aiuto si uniscono prima Bibi, l'indogene con sembianze umane del gruppo di Rahm, e poi T'evginc, che offre il suo aiuto solo in un'unica occasione, non essendo questa la sua guerra. Stahma scopre che l'Arca su cui si trova è colma di omec ibernati; Kindzi le confida che il piano suo e di suo padre è risvegliare gli abitanti dell'Arca e conquistare la Terra. La milizia di Defiance scopre il tunner con cui il Collettivo Votan è riuscito a entrare in città e Nolan, su opposizione di Amanda, decide di utilizzarlo a sua volta per colpire Rahm e vi si addentra con quasi l'intera milizia. T'evginc, dopo aver disabilitato gli ologrammi con cui Stahma e Kindzi erano state trasportate sull'Arca omec, riferisce alla figlia che la sua intenzione non è più di conquistare la Terra ma di conviverla con le altre razze; La ragazza si ribella al padre e Stahma cerca di far capire all'amante che deve essere fermata. Bibi, con un tranello, uccide gli uomini della milizia e ferisce mortalmente Alak e Irisa; Prima di uccidere anche Nolan viene però fermato dall'iraethiana, che libera la sua rabbia sul corpo dell'indogene. Il gruppo guidato da Rahm si accampa proprio la barriera difensiva di Defiance. La dottoressa Meh, dopo aver salvato Irisa e Alak, rivela al gruppo di aver trovato un modo per vincere la guerra, ma che per riuscirci una persona dovrà sacrificarsi; Nolan e Amanda, offertisi volontari, vengono però scartati e l'opportunità viene concessa a Datak, ancora vivo, in quanto l'unico a potersi avvicinare all'accampamento di Rahm. Con la scusa di giurare fedeltà alla Bestia, Datak si taglia il braccio sinistro e lo concede in dono al rivale; Nel braccio è stato impianto un congegno della dottoressa Meh in grado di attirare una grande quantità di energia e, non appena la barriera energetica a difesa di Defiance viene fatta esplodere, tale l'energia viene proiettata sull'accampamento del Collettivo Votan, sterminandone ogni ribelle. Datak, ferito e senza un braccio, scappato dall'accampamento poco prima dell'esplosione, è contento di essere sopravvissuto e aver ucciso Rahm.

## Ostinato in bianco
- Titolo originale: Ostinato in White
- Diretto da: Allan Arkush
- Scritto da: Bryan Q. Miller

### Trama
La dottoressa Meh viene aggredita e uccisa di notte da un essere sconosciuto. Vengono celebrati i funerali delle vittime della milizia e di Datak. Stahma viene informato da T'evginc che il marito Datak si è sacrificato per salvare lei, Alak, Luke e Defiance. Nolan è ancora sconvolto per aver condotto una trentina di persona della milizia alla morte. I resti dell'indogene trovato morto vengono fatti analizzare alla dottoressa Meh che scopre come la vittima sia un suo clone e ipotizza sia opera degli omec. Avendo Datak ottenuto la grazia per la sua famiglia con il suo sacrificio, Stahma è libera di tornare a casa ma viene malvista dagli abitanti di Defiance; La casthitana viene inoltre informata da Andina di come Alak la voglia ancora uccidere. Le morti inaspettate e violente continuano a Defiance, ma i pensieri di Nolan gli impediscono di svolgere a dovere le indagini. La dottoressa Meh, recatasi nelle miniere per indagare sui cloni, viene raggiunta da Kindzi che le inserisce un comando vocale nel corpo, obbligandola a eseguire ogni suo ordine; T'evginc, avendo assistito alla scena, si stanca di comportamenti della figlia, che creava inoltre indogeni per nutrirsi e cacciava gli abitanti di Defiance, e la rispedisce nella capsula ibernante sull'Arca. Nolan, sospettoso degli omec in merito alle recenti uccisioni, apprende da T'evginc che i decessi sono terminati, ma non riferisce cosa li avesse causati. La dottoressa Meh, costretta a non rivelare nulla di quanto accaduto, stordisce Samir, suo assistente in infermeria in quanto veterinario. Stahma celebra un piccolo funerale solitario per Datak. Nolan è distrutto quando scopre che il padre di una delle vittime della milizia si è suicidato per il dolore della perdita del figlio.

## Quando il crepuscolo offusca il cielo
- Titolo originale: When Twilight Dims the Sky Above
- Diretto da: Allan Arkush
- Scritto da: Brian Allen Alexander

### Trama
Nolan ha visioni di un suo alter ego ai tempi della guerra che influenzano la sua capacità di giudizio. A Defiance arriva una delegazione del Collettivo Votan, capitanata dalla Consigliera Silora, con l'intenzione di stabilire la pace con la città e soprattutto con gli omec; Assieme al Collettivo Votan torna in città anche Datak, ora munito di un braccio meccanico. La dottoressa Meh cerca di costruire un congegno in grado di liberarla dal controllo di Kindzi, fallendo continuamente. Amanda, in buoni rapporti con la consigliera Silora, organizza un ricevimento per permettere alla donna di parlare con gli omec; Il sindaco obbliga inoltre Stahma, minacciando Datak, a farvi presenziare T'evginc. Stahma, invitata dall'omec a seguirla in Australia, dove intende liberare il suo popolo, riesce a convincerlo a incontrare il Collettivo Votan. Durante il ricevimento, un attimo prima che Kindzi, liberata dall'ibernazione dalla dottoressa Meh, inizi a uccidere i votan, Nolan, in preda alle allucinazioni, irrompe e uccide la consigliera Silora; Lo sceriffo e la figlia vengono quindi inseguiti e catturati dall'esercito del Collettivo Votan. Datak, che ha consigliato ad Amanda di consegnare Nolan per il benessere di Defiance, viene invitato da T'evginc a scortare la moglie Stahma a casa e a proteggerla da Kindzi. T'evginc, tornato alle miniere alla ricerca della figlia, viene immobilizzato dalla ragazza, con l'aiuto tecnologico della dottoressa Meh, che gli riferisce di volerlo ammutinare. Amanda, prima di consegnare Nolan al Collettivo Votan, consiglia a Irisa, che scorterà il padre, un modo per fuggire durante il tragitto e di prepararsi a vivere da fuggitivi. 

## Demone in vista
- Titolo originale: Of a Demon in My View
- Diretto da: Thomas Burstyn
- Scritto da: Nick Mueller

### Trama
Berlin, di ritorno a Defiance, si imbatte nel convoglio che trasportava Nolan e Irisa; Il convoglio è stato attaccato da Kindzi che, dopo aver eliminato gli uomini del Collettivo Votan, ha recuperato Nolan e lasciato Irisa a morire. Kindzi, dopo aver immobilizzato il padre, inizia un processo per indebolirlo. La dottoressa Meh viene obbligata a operare Nolan al fine di rimuovergli il frammento dell'Arca dal cervello; L'indogene si rifiuta e l'operazione viene effettuata con successo dall'omec. Berlin e Irisa, aiutata dalla sua ex-nemica, si recano alle miniere per indagare ma non trovano tracce di Nolan. Kindzi, decisa a tenere Nolan come suo schiavo, salvandolo così dall'imminente massacro, è costretta a imprigionare l'uomo a causa del suo comportamento ribelle. Berlin, tornata da Amanda, aiuta il sindaco a simulare la morte di Nolan e Irisa durante l'attacco al convoglio, così da non far cadere la colpa dell'accaduto sulla città di Defiance. Nolan, dopo essersi liberato, aiuta T'evginc a rimuovere i congegni indebolenti di Kindzi ma viene interrotto proprio dalla ragazza; Kindzi, decisa a uccidere Nolan, viene fermata da Irisa, rimasta nelle miniere. Datak, recatosi dalla dottoressa Meh per ricevere consigli su come uccidere un omec, viene stordito dall'indogene e imprigionato insieme a Samir e a decine di altre persone. T'evginc affronta Kindzi e, nonostante il trattamento indebolente, riesce a sconfiggere la figlia; La ragazza però, ingannando il padre, lo uccide di fronte a Nolan e Irisa. Kindzi, dopo essersi appropriata dei poteri di T'evginc, si trasporta sull'Arca e risveglia i suoi simili, preparandoli ad attaccare la Terra. 

## Il risveglio
- Titolo originale: The Awakening
- Diretto da: Michael Nankin
- Scritto da: Todd Slavkin e Darren Swimmer

### Trama
Kindzi inizia a far discendere gli esseri della sua razza sulla Terra. La dottoressa Meh continua a imprigionare civili che vengono uccisi e mangiati dagli omec. Stahma, recatasi da Nolan per denunciare la scomparsa di Datak, riferisce al gruppo che in orbita sono ibernati migliaia di omec; Lo sceriffo confessa alla casthitana di come T'evginc sia morto e che ora a guidare l'attacco alla Terra c'è la figlia. Nolan riesce a rintracciare Kindzi e a colpirla mortalmente, ma la ragazza è ormai immune alle ferite. Datak, riuscendo a convincere la dottoressa Meh e offrirlo in sacrificio, riesce a colpire a morte un omec e a scappare. Amanda inizia ad avere cedimenti psicologici, credendo di essere la causa della futura morte di ogni essere vivente sul pianeta, avendo accolto amichevolmente gli omec a Defiance. Andina, avvicinatasi a Stahma quasi da non sembrare più una serva della famiglia Tarr, viene convinta dalla donna a condurla da Alak e Luke; Il figlio, convinto che la visita della madre sia parte di uno dei suoi elaborati piani, la caccia. La dottoressa Meh, intenta a trasportare l'omec ferito in infermeria per le dovute cure, viene intercettata da Nolan e Amanda, che riescono a estrarle il dispositivo di controllo; L'indogene, ringraziando amabilmente i suoi salvatori, uccide brutalmente il paziente. Samir, poco prima di essere ucciso dagli omec, viene salvato da Nolan e dal resto del gruppo, condotti sul posto dalla dottoressa Meh. Andina, felice dopo aver baciato Alak ed essere stata parzialmente ricambiata, viene uccisa da Kindzi, che è riuscita a rintracciare Stahma a casa di Alak; La casthitana non riesce però a impedire all'omec di ferire il figlio Alak e catturare il nipotino Luke. 

## Noi, i Migliori, Durante la marcia, Moriremo
- Titolo originale: Upon the March We Fittest Die
- Diretto da: Michael Nankin
- Scritto da: Kevin Murphy

### Trama
Stahma prega Kindzi di uccidere lei ma di risparmiare Luke ma l'omec non accetta la proposta; Datak riesce a colpire e bloccare Kindzi per dare il tempo alla famiglia di scappare. La dottoressa Meh, ora nuovamente parte integrante del gruppo di Defiance, escogita un piano per eliminare gli omec ancora in orbita, facendo esplodere l'Arca; Nolan, Datak e Amanda, oltre all'indogene, si offrono volontari per recarsi sull'Arca omec. Durante un pattugliamento, Berlin e Amanda si imbattono in alcuni omec, riuscendo a ucciderli; Il sindaco rimane però gravemente ferito e viene curato dalla dottoressa Meh. Nolan, Datak, la dottoressa Meh e Irisa, in sostituzione di Amanda, si recano sull'Arca e iniziano ad attuare il piano; I tre scoprono però che l'atto esigerà la vita dell'indogene. Stahma e Amanda riescono finalmente ad avere un confronto su tutto ciò che è avvenuto tra di loro e la casthitana si scusa, questa volta sinceramente, con la donna; Il sindaco riesce, nonostante le serie ferite, a salvare altre decine di persone da un attacco degli omec. Kindzi, raggiunta l'Arca omec, combatte con Nolan prima che questi riesca a surriscaldare i motori e causare l'esplosione; Durante il combattimento, lo sceriffo riesce a uccidere l'omec gettandola proprio nei motori della sua nave. Durante l'abbandono della nave, Irisa confessa a Nolan, ora che Kindzi è scomparsa, che ha intenzione di salvare gli omec e redimerli dai mostri quali sono considerati, proprio come successo a loro; L'uomo, dopo aver inizialmente accolto la proposta, stordisce la figlia e la rimanda sulla Terra. La dottoressa Meh, per evitare l'esplosione dell'Arca, è costretta a farla muovere nello spazio senza meta; L'enorme Arca viene quindi teletrasportata lontana dalla Terra. 
Settimane dopo la sconfitta degli Omec la vita a Defiance prosegue normale. La porzione distrutta dell'Arco di Defiance viene ricostruita con giochi di luce. Amanda è convinta che Nolan sia morto. Berlin è lo sceriffo e Irisa la sua aiutante. Irisa è sicura che il più grande desiderio del padre, ovvero girovagare per lo spazio si stia finalmente realizzando. Nolan è al comando dell'Arca omec, sperduto nello spazio profondo. 